# Bulrush Lake
Bulrush Lake är en sjö i Kanada.   Den ligger i provinsen Saskatchewan, i den sydöstra delen av landet, 2 300 km väster om huvudstaden Ottawa. Bulrush Lake ligger 506 meter över havet. Arean är 7,8 kvadratkilometer. Den sträcker sig 10,9 kilometer i nord-sydlig riktning, och 4,7 kilometer i öst-västlig riktning.
Trakten runt Bulrush Lake består till största delen av jordbruksmark. Trakten runt Bulrush Lake är nära nog obefolkad, med mindre än två invånare per kvadratkilometer.